# Cody Martin (basketspelare)

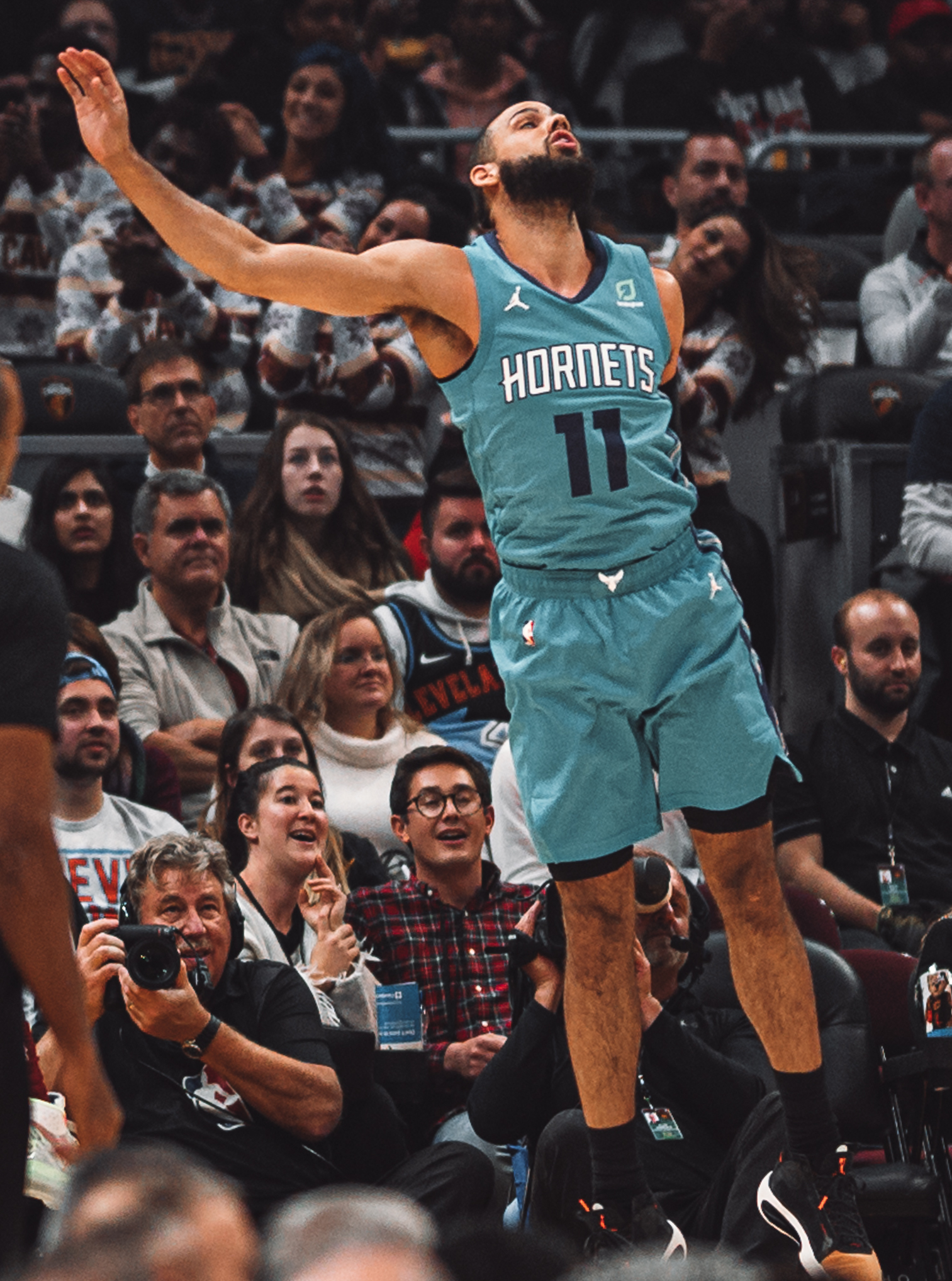
Cody Martin, 2019.

Cody Lee Martin, född 28 september 1995 i Winston-Salem i North Carolina, är en amerikansk professionell basketspelare (SF) som spelar för Phoenix Suns i National Basketball Association (NBA). Han har tidigare spelat för Charlotte Hornets.
Martin draftades av Charlotte Hornets i andra rundan i 2019 års draft som 36:e spelare totalt.
Innan han blev proffs studerade Martin och sin tvillingbror Caleb Martin först vid North Carolina State University och spelade för universitetets idrottsförening NC State Wolfpack. De båda blev senare överförda till University of Nevada, Reno för spel i Nevada Wolf Pack.